# یواس‌اس الیگیتور (۱۸۰۹)
یواس‌اس الیگیتور (۱۸۰۹) (به انگلیسی: USS Alligator (1809)) یک کشتی بود که طول آن ۶۰ فوت (۱۸ متر) بود.